# Zentrum für Toleranz

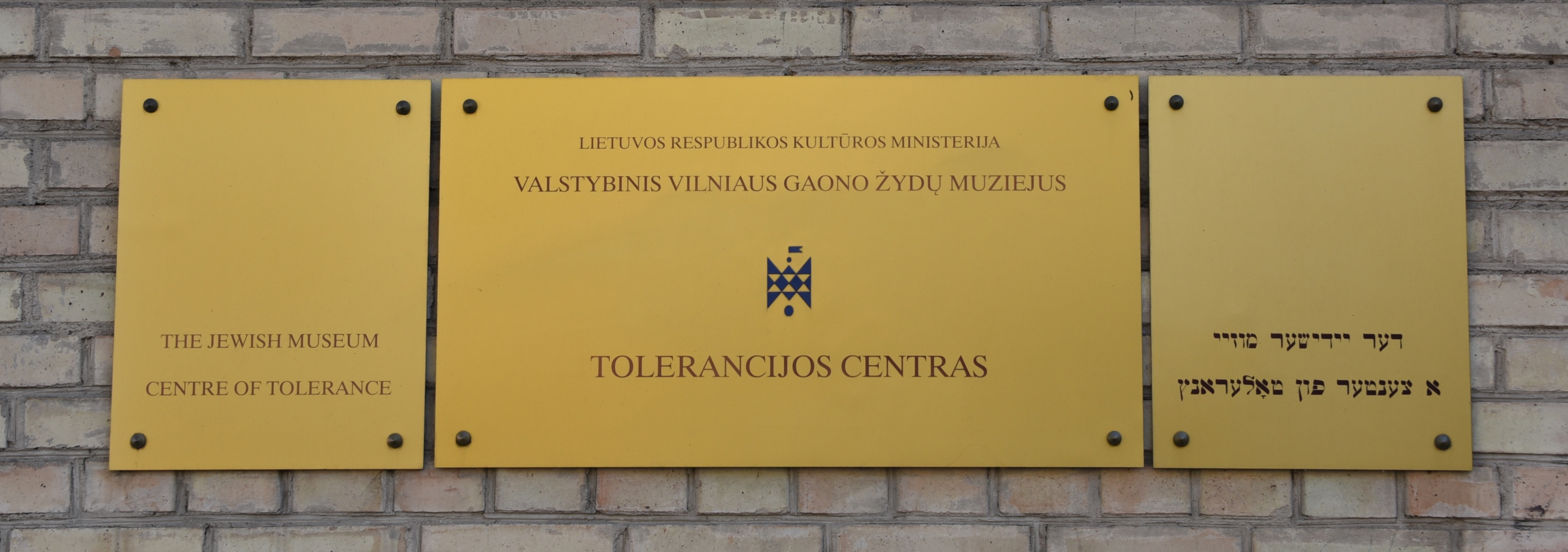

Das Zentrum für Toleranz (litauisch Tolerancijos centras) in Vilnius ist Teil des Staatlichen Jüdischen Museums Gaon von Vilnius (VVGŽM), welches insgesamt fünf Museen und Gedenkorte in Vilnius und Umgebung umfasst. Es ist im ehemaligen Jüdischen Theater von Vilnius in der Naugarduko gatvę 10/2 im Zentrum von Vilnius untergebracht. Die Stadt galt vor 1940 als Jerusalem des Nordens, hatte mehr als hundert Synagogen und zehn Yeshivot. Im Zentrum für Toleranz ist auch das Samuel-Bak-Museum untergebracht.
Die jüdische Gemeinde Litauens kann auf zumindest sechs Jahrhunderte zurückblicken. Namensgeber des Jüdischen Museums war der Gaon von Wilna (1720–1787), ein namhafter Erforscher und Exeget jüdischer Schriften, der jedoch auch offen  für Einflüsse der nicht-religiösen Wissenschaften war. Zwei Bauwerke wurden an der Wende vom 19. zum 20. Jahrhundert an der Adresse Naugarduko gatvę 10/2von der Jüdischen Gemeinde der Stadt  errichtet: 1893 eine Suppenküche für bedürftige Juden und  1910 ein Theater- und Konzertsaal namens Philharmonic. Dieser Saal wurde für Festivitäten aller Arten, für Konzerte und Theateraufführungen konzipiert und genutzt. In den 1920er Jahren nutzte der Sportverein Maccabi die Räume, in den 1930er Jahren spielte dort die Truppe Unzer Teater. In der sowjetischen Ära wurde der Saal als Kino genutzt.
Ein erstes Jüdisches Museum in Vilnius wurde bereits 1913 gegründet, ein weiteres 1944. Es war anfangs in der Wohnung des Museumsdirektors untergebracht. Es wurde zum spirituellen Zentrum der kleinen Gemeinde von Holocaustüberlebenden, musste jedoch 1949 geschlossen werden. Im Rahmen der Perestroika wurde Ende der 1980er Jahre eine Neugründung des Jüdischen Museum ermöglicht. Im Grünen Haus wurde die Holocaust Exposition eingerichtet und der Bau in der Naugarduko gatvę 10/2 wurde in der Folge unter Leitung des Architekten Leonidas Merkinas komplett saniert und für Ausstellungszwecke adaptiert. Am 12. Dezember 1997 wurde anlässlich des 200. Todestages von Gaon von Wilna ein Konzert im restaurierten Theater- und Konzertsaal veranstaltet.
In dem neu adaptierten Gebäude finden verschiedene Ausstellungen der jüdischen Gemeinde, von Werken weltbekannter Künstler aus Litauen stammender Juden oder zu verwandten Themen statt. In einem Trakt im ersten Stock befindet sich das Samuel-Bak-Museum, im zweiten Stock gibt eine kleine Dauerausstellung einen Überblick über die Geschichte der Juden in Litauen (in litauischer und in englischer Sprache) sowie zum Holocaust. Markas Zingeris, der Direktor des Museums, erläutert das Konzept: „Der Holocaust lässt sich nicht nur in Zahlen von unschuldigen Opfern erklären. Deswegen zeigen wir das jüdische Leben vor dem Krieg – so spürt man den Verlust und stellt sich die Frage: Wie konnte es zu diesem plötzlichen Ende kommen?“

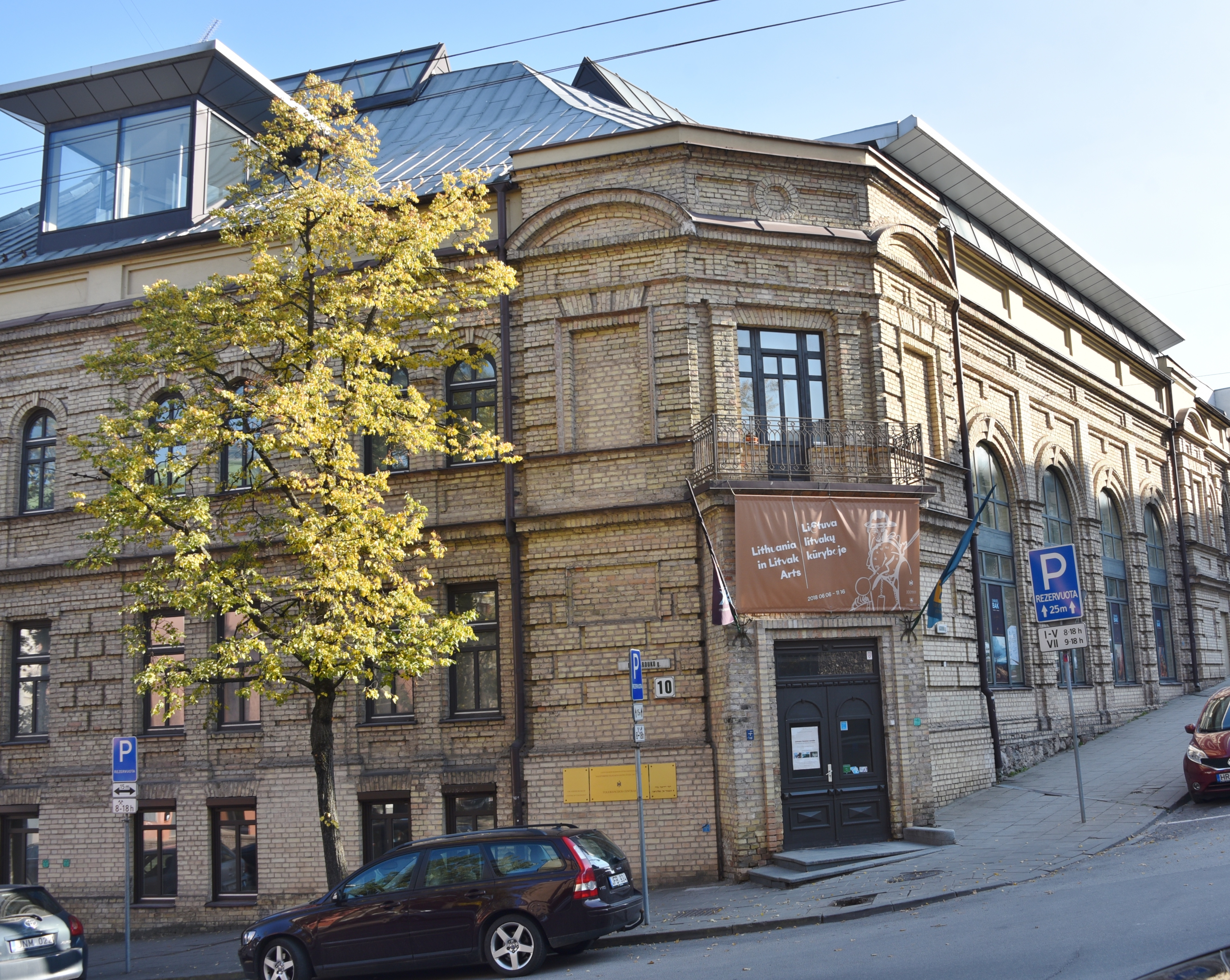
Zentrum für Toleranz
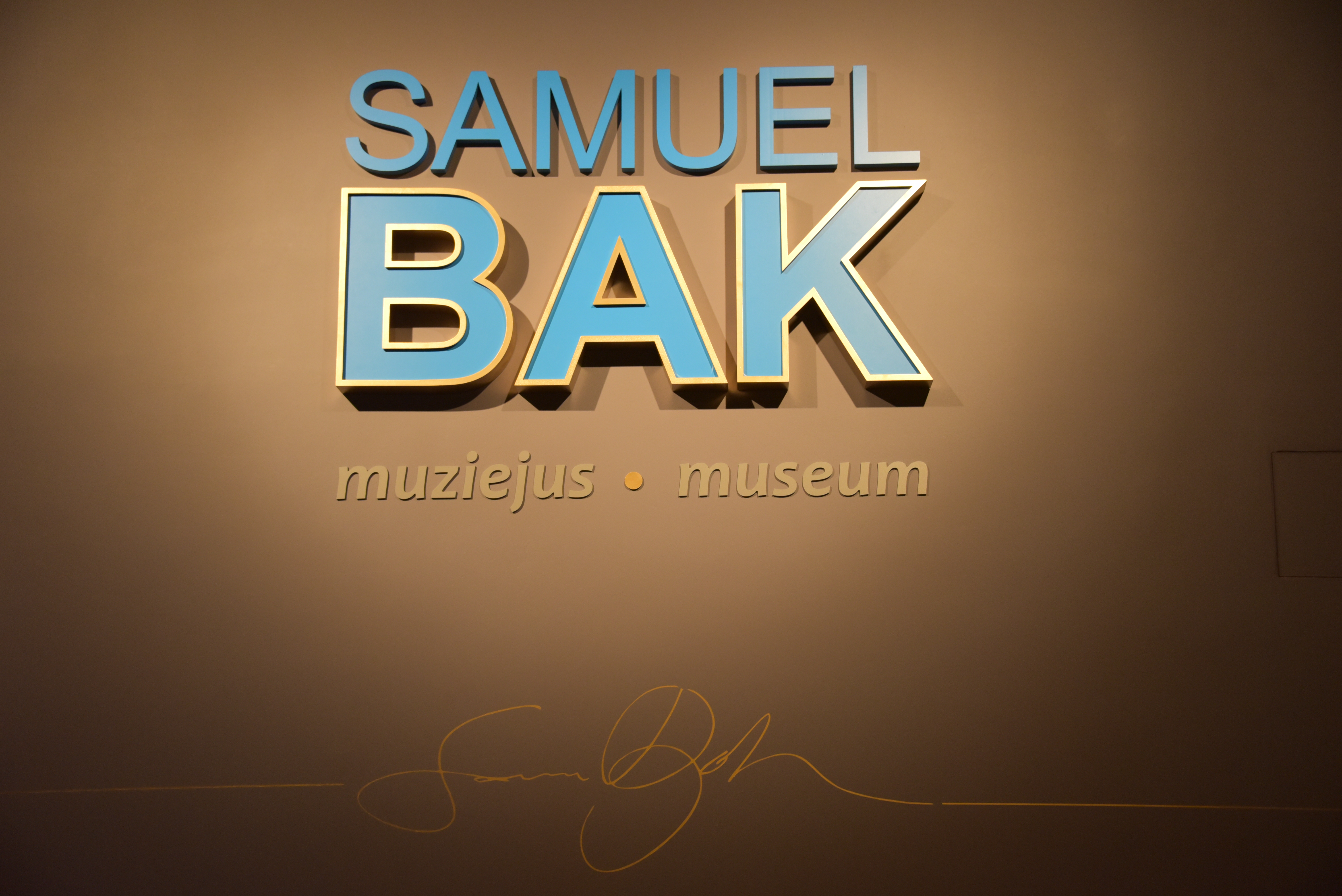
Samuel Bak-Museum
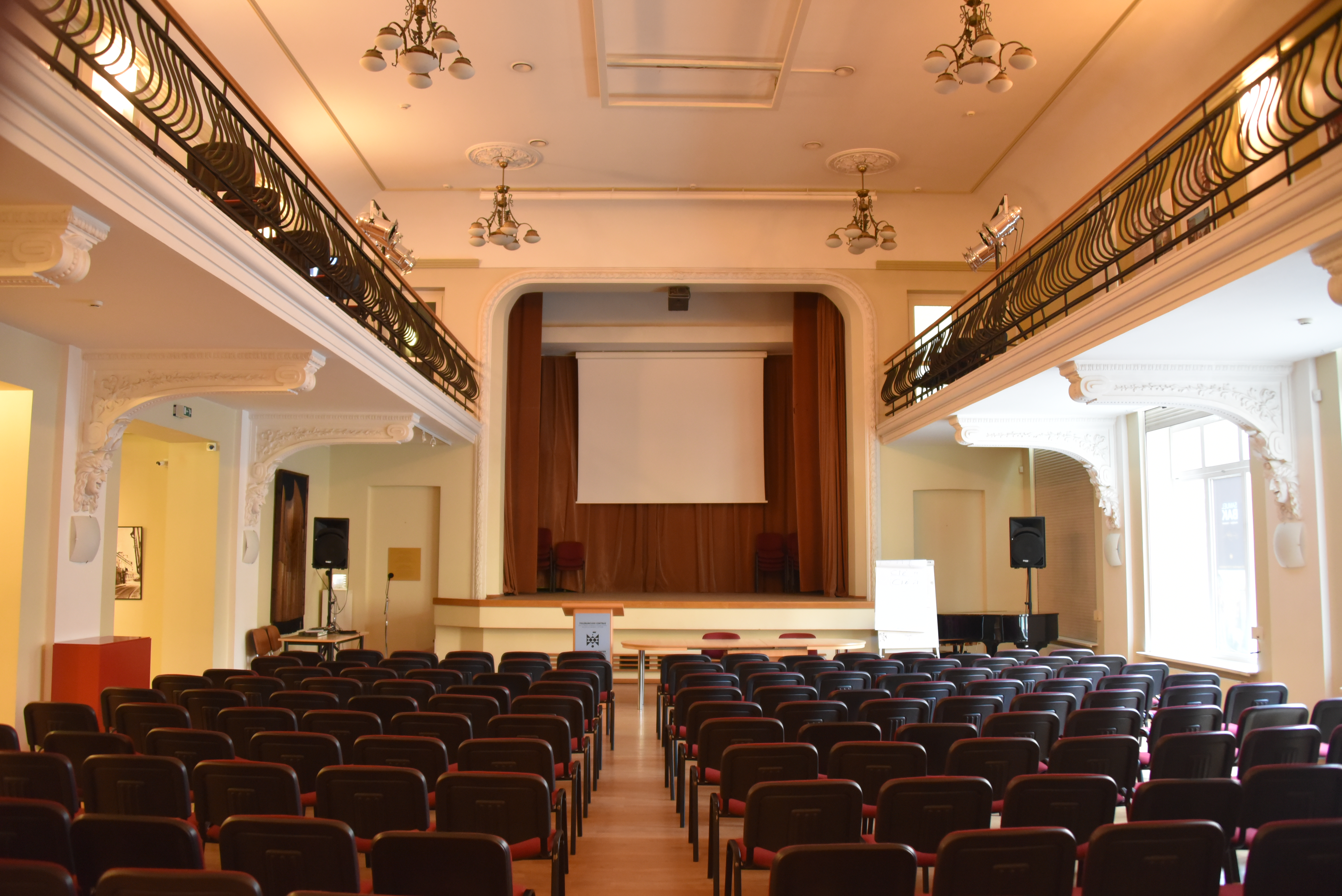
Innenraum
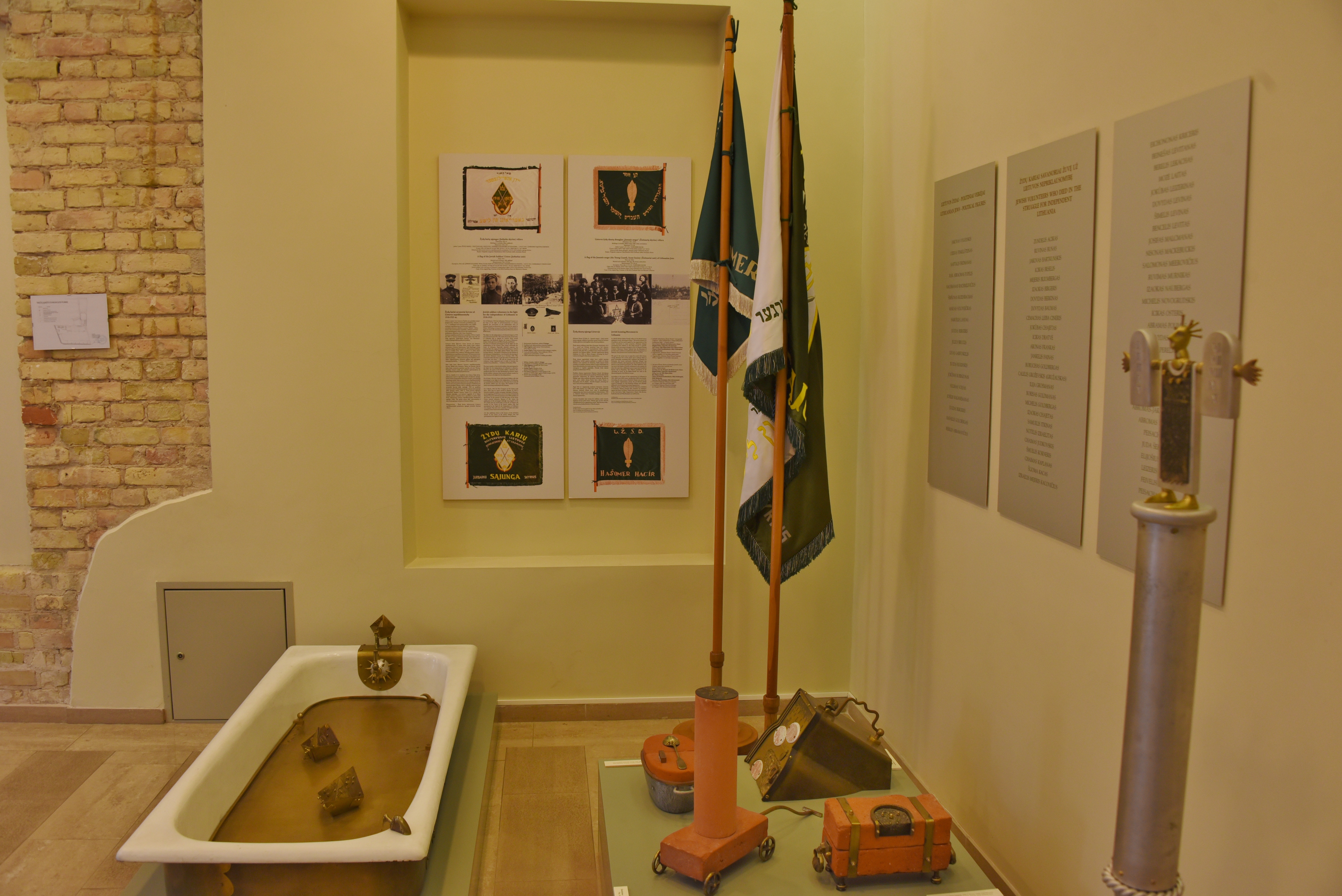
Teil der Ausstellung